# Institut international d'exploration des espèces
L'Institut international d'exploration des espèces (en anglais : International Institute for Species Exploration, IISE) est un institut de recherche situé à Syracuse, aux États-Unis. Sa mission est d'améliorer l'exploration taxonomique et le catalogage des nouvelles espèces de la faune et de la flore. Depuis 2008, l'institut publie une liste des dernières découvertes animales dans laquelle il retient les dix plus insolites des espèces découvertes, dans le but d'attirer l'attention sur le travail accompli en matière de taxonomie à travers le monde au cours de l'année précédente.

## Description
L'Institut international d'exploration des espèces est un centre de recherche dédié à l'exploration de catalogage des espèces de la Terre dans tous les règnes. L'IISE cite trois raisons pour lesquelles une meilleure compréhension taxonomique de la vie est importante : si on ne savait pas ce qui existe aujourd'hui, les humains seraient incapables de dire quand une espèce disparaît ; la diversité de la vie poussée par des milliards d'années de sélection naturelle signifie que la nature détient probablement les réponses à de nombreux problèmes humains pour mieux apprécier notre place dans le monde.
Fondée en 2007, l'IISE est hébergé par le Collège des sciences de l'environnement et des forêts de l'université d'État de New York. situé à Syracuse (État de New York) aux États-Unis. L'institut était auparavant associée à l'université d'État de l'Arizona. Le directeur exécutif de l'institut est le professeur Quentin D. Wheeler, un ancien entomologiste de l'université Cornell
.
En 2011, l'institut a contribué à l'estimation largement médiatisée que la Terre est l'habitat d'environ 8,7 millions d'espèces.

## Listes des espèces insolites
Depuis 2008, l'IISE publie annuellement une liste des dix espèces insolites découvertes durant l'année dans le but de sensibiliser le public à la diversité de la vie sur Terre. La liste annuelle est répétée pour attirer l'attention sur l'abondance des nouvelles découvertes d'espèces, mais aussi sur les espèces en déclin ou disparues. Le directeur exécutif de l'IISE, Quentin D. Wheeler, dit espérer que cette publication annuelle stimule le sentiment d'urgence quant au catalogage des créatures de la Terre.
Chaque année, un jury international choisit la liste parmi environ 18 000 espèces décrites au cours de l'année civile précédente, soulignant la diversité de leurs choix. Pour figurer sur la liste, une espèce doit avoir été formellement décrite dans une revue scientifique reconnue et nommée dans l'année civile précédente. La liste est généralement publiée autour du 23 mai, date de l'anniversaire de Carl von Linné, le père de la taxonomie. Selon le président du comité de sélection Antonio Valdecasas, il est très difficile de construire la liste en raison du très grand nombre d'espèces découvertes chaque année. Il dit être « toujours surpris par les diverses découvertes chaque année et que nous sommes très loin d'une description complète de la vie sur Terre ».

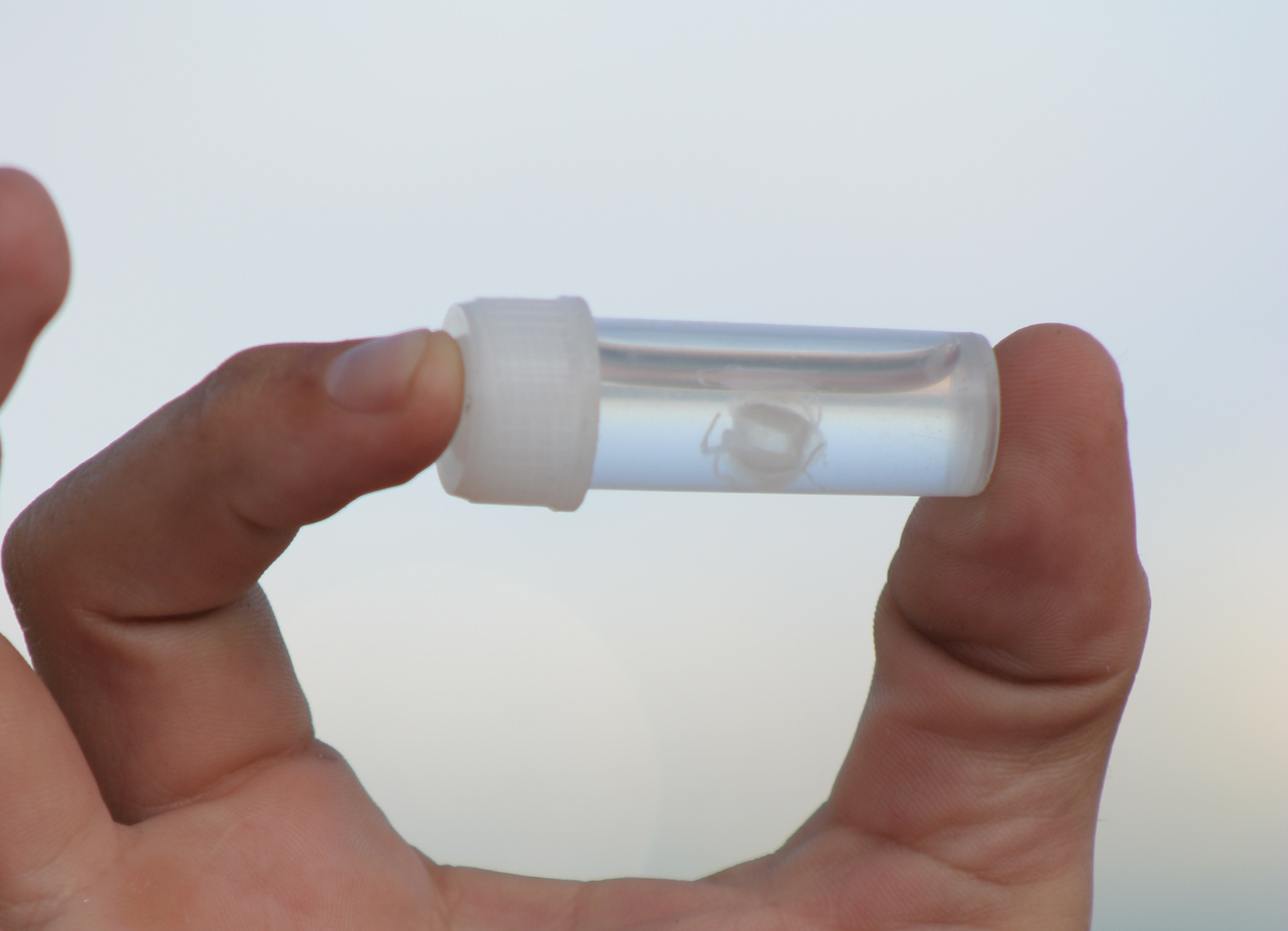
Malo kingi.

### 2008
Liste des dix nouvelles espèces insolites découvertes en 2008, publiée le 23 mai 2008 (en ordre alphabétique).

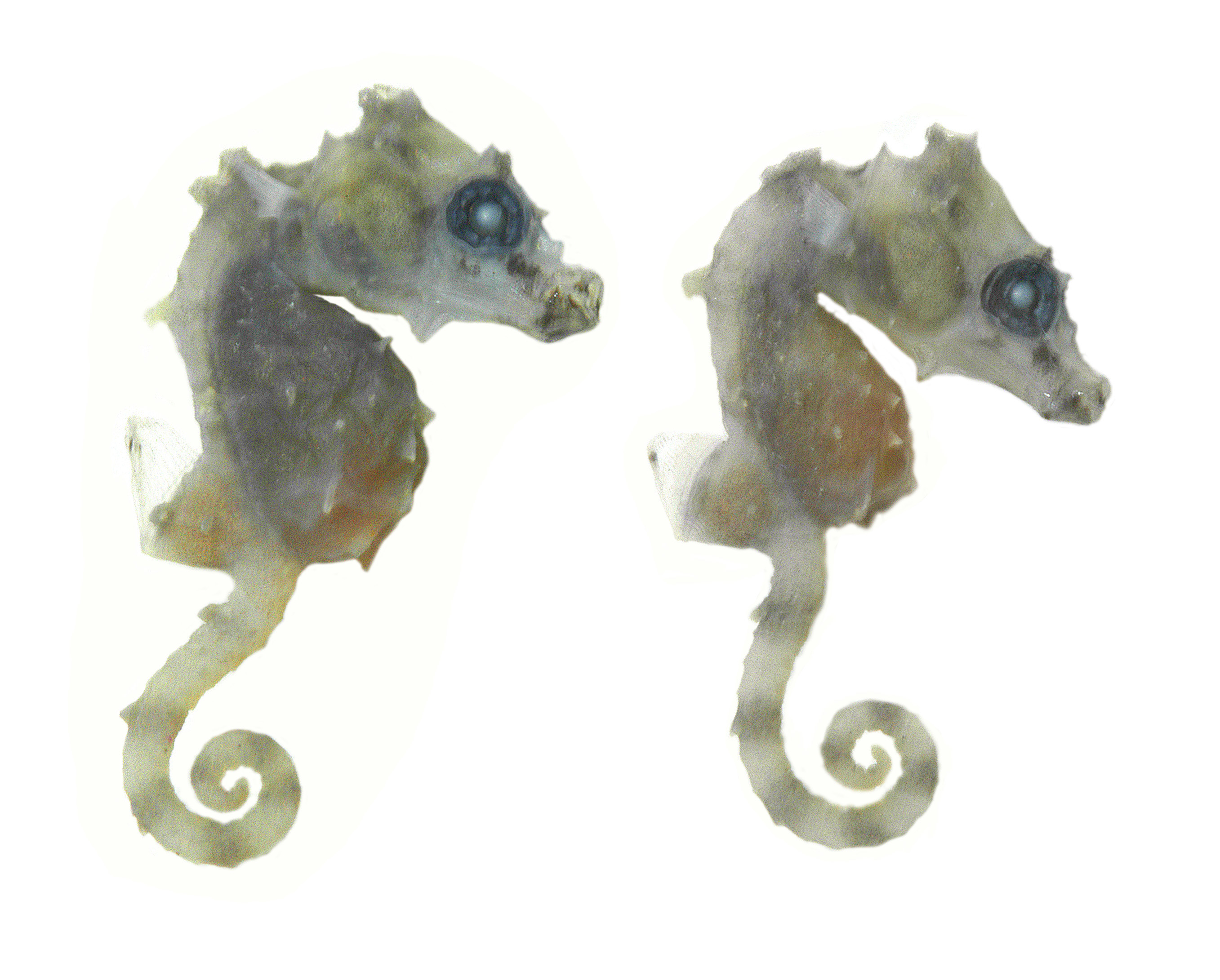
Hippocampus satomiae.

| - Desmoxytes purpurosea (en) - Electrolux addisoni (en) - Gryposaurus monumentensis - Malo kingi - Megaceras briansaltini (en) | - Oxyuranus temporalis - Philautus maia - Styloctenium mindorensis - Tecticornia bibenda (en) - Xerocomus silwoodensis |

### 2009
Liste des dix nouvelles espèces insolites découvertes en 2009 (en ordre alphabétique).

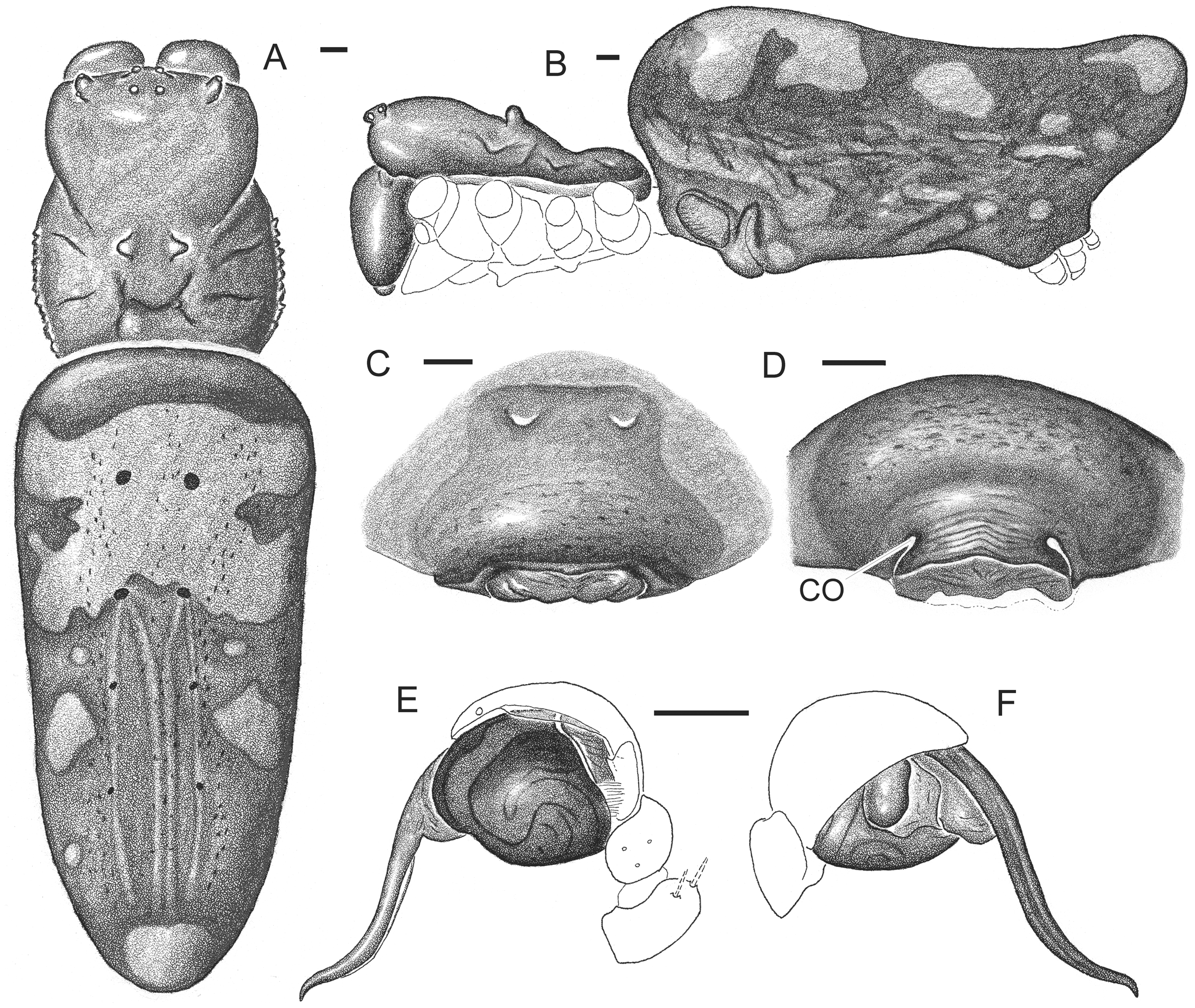
Nephila komaci.

| - Chromis abyssus - Coffea charrieriana - Hippocampus satomiae (en) - Leptotyphlops carlae - Opisthostoma vermiculum (en) | - Materpiscis attenboroughi - Microbacterium hatanonis (en) - Phobaeticus chani - Selenochlamys ysbryda - Tahina spectabilis |

### 2010
Liste des dix nouvelles espèces insolites découvertes en 2010 (en ordre alphabétique).
| - Aiteng ater (en) - Chondrocladia turbiformis (en) - Danionella dracula (en) - Dioscorea orangeana (en) - Gymnotus omarorum (es) | - Histiophryne psychedelica - Nepenthes attenboroughii - Nephila komaci - Phallus drewesii (en) - Swima bombiviridis (en) |

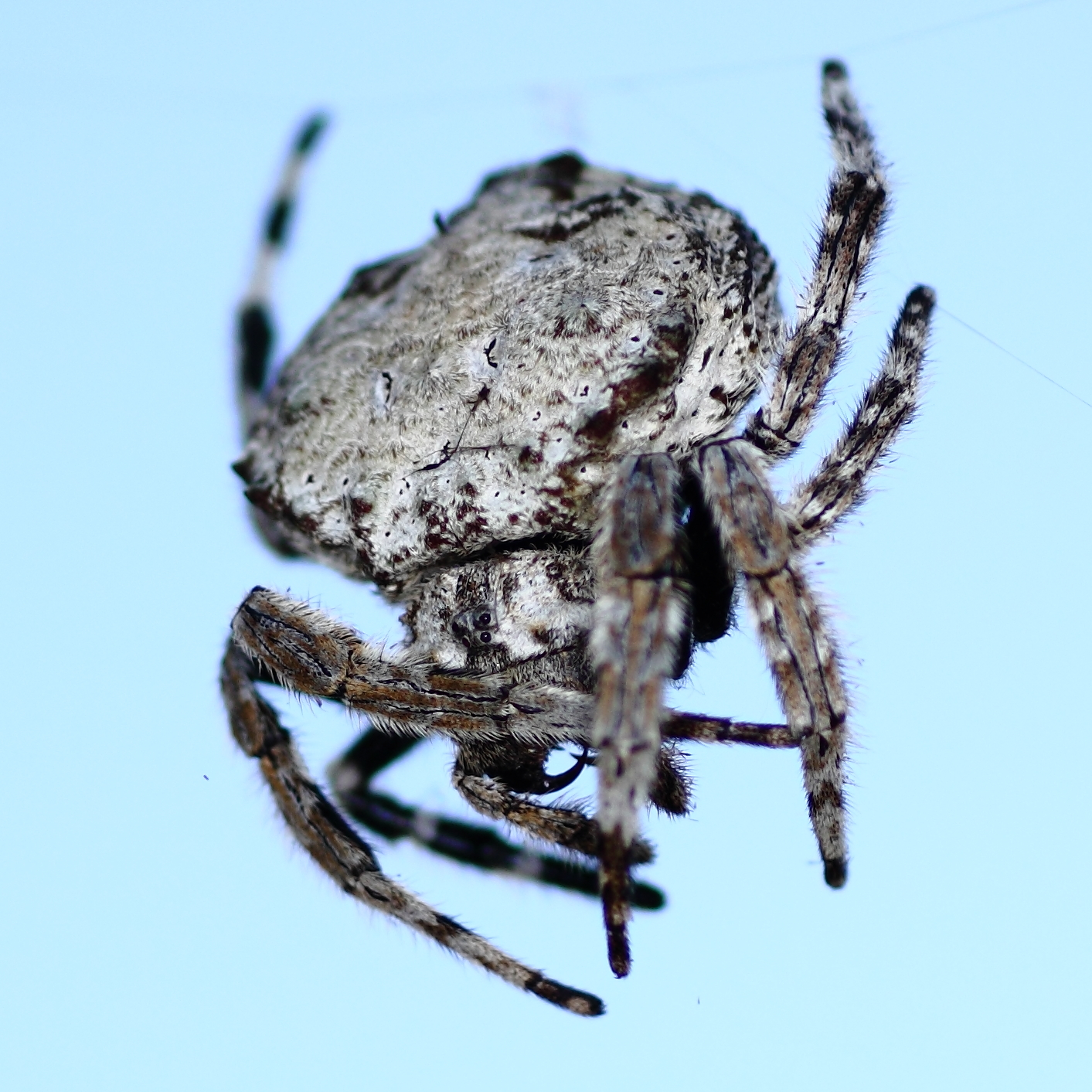
Caerostris darwini.

### 2011
Liste des dix nouvelles espèces insolites découvertes en 2011 (en ordre alphabétique).
| - Caerostris darwini - Glomeremus orchidophilus - Halomonas titanicae - Halieutichthys intermedius (en) - Mycena luxaeterna (en) | - Philantomba walteri - Psathyrella aquatica - Tyrannobdella rex (en) - Saltoblattella montistabularis (en) - Varanus bitatawa |

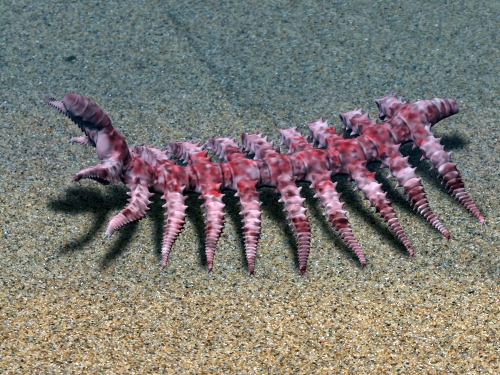
Diania.

### 2012
Liste des dix nouvelles espèces insolites découvertes en 2012, publiée le 24 mai 2012 (en ordre alphabétique).

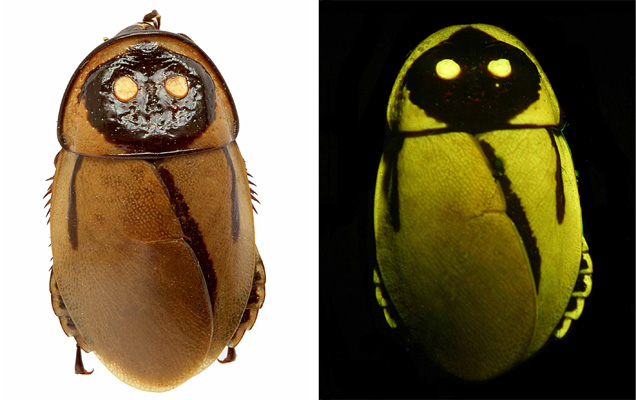
Lucihormetica luckae.

| - Bulbophyllum nocturnum - Crurifarcimen (en) - Diania - Halicephalobus mephisto - Kollasmosoma sentum | - Meconopsis autumnalis - Pterinopelma sazimai - Rhinopithèque de Stryker - Spongiforma squarepantsii - Tamoya ohboya |

### 2013
Liste des dix nouvelles espèces insolites découvertes en 2013 (en ordre alphabétique).
| - Cercopithecus lomamiensis - Chondrocladia lyra - Eugenia petrikensis (en) - Juracimbrophlebia ginkgofolia (en) - Lucihormetica luckae (en) | - Ochroconis lascauxensis - Paedophryne amauensis - Semachrysa jade - Sibon noalamina - Viola lilliputana (en) |

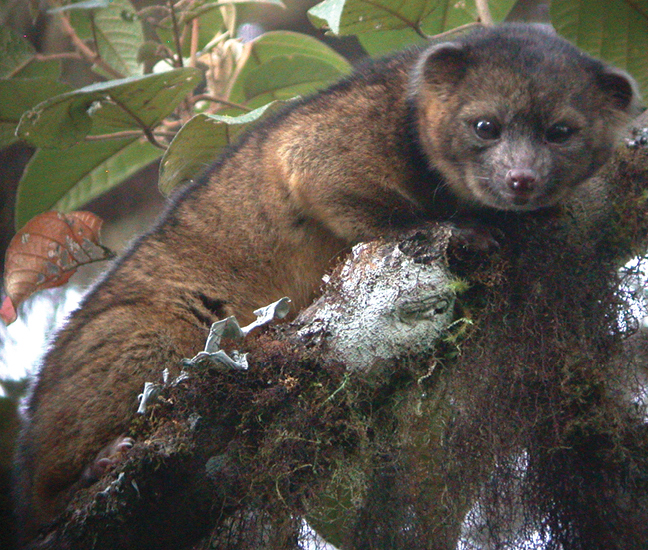
Bassaricyon neblina.

### 2014
Liste des dix nouvelles espèces insolites découvertes en 2014 (en ordre alphabétique).

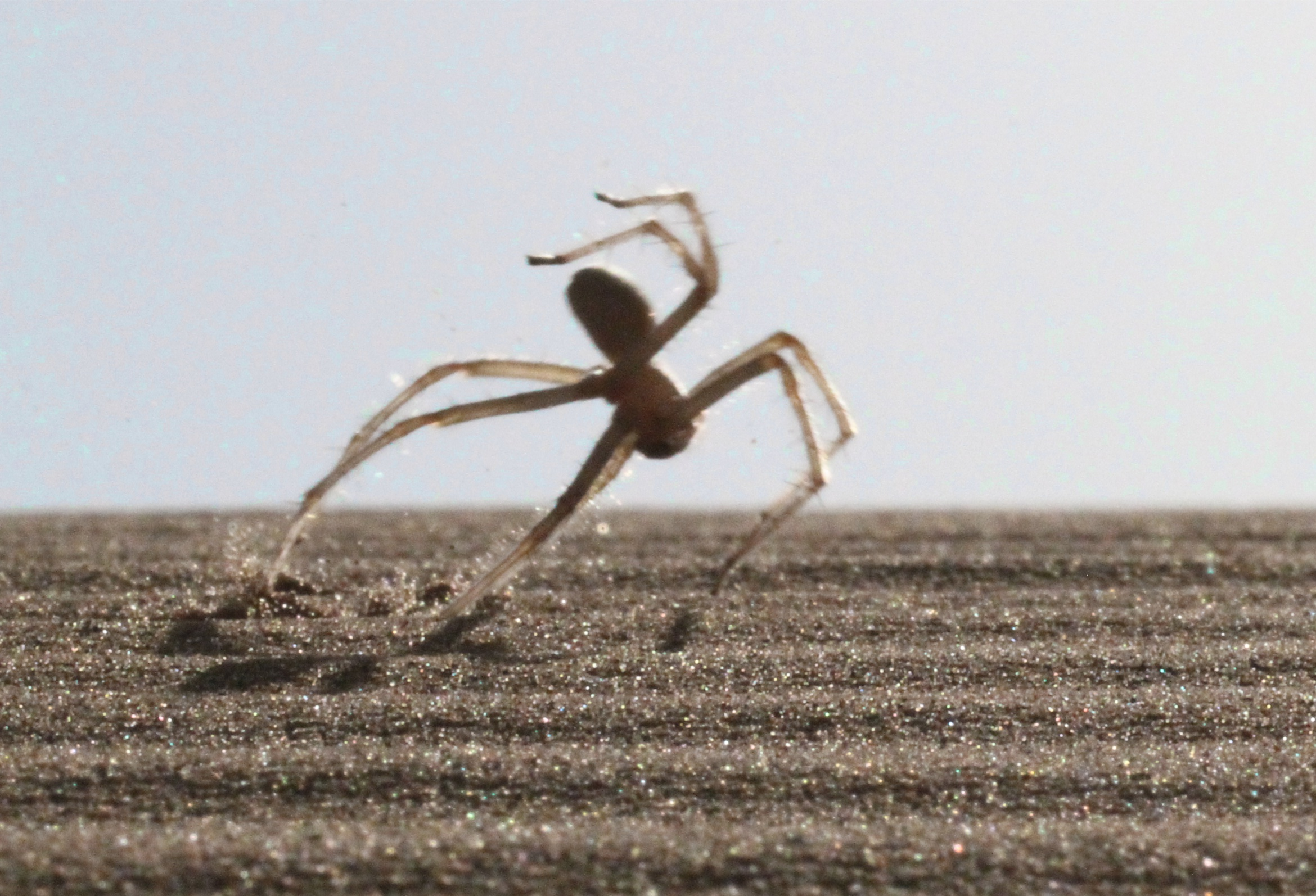
Cebrennus rechenbergi.

| - Bassaricyon neblina - Dracaena kaweesakii - Edwardsiella andrillae - Liropus minusculus - Penicillium vanoranjei | - Saltuarius eximius - Spiculosiphon oceana (en) - Tersicoccus phoenicis - Tinkerbella nana (en) - Zospeum tholussum |

### 2015
Liste des dix nouvelles espèces insolites découvertes en 2015 (en ordre alphabétique).
| - Anzu wyliei - Balanophora coralliformis (en) - Cebrennus rechenbergi - Dendrogramma enigmatica - Deuteragenia ossarium | - Limnonectes larvaepartus - Phryganistria tamdaoensis (en) - Phyllodesmium acanthorhinum (en) - Tillandsia religiosa (ru) - Torquigener albomaculosus |

### 2016
Liste des dix nouvelles espèces insolites découvertes en 2016 (en ordre alphabétique).
| - Chelonoidis donfaustoi (en) - Drosera magnifica - Homo naledi - Iuiuniscus iuiuensis (es) - Lasiognathus dinema (en) | - Phyllopteryx dewysea - Phytotelmatrichis osopaddington (en) - Pliobates cataloniae (en) - Sirdavidia solannona - Umma gumma (en) |

### 2017
Liste des dix nouvelles espèces insolites découvertes en 2017 (en ordre alphabétique).
| - Eriovixia gryffindori - Eulophophyllum kirki (en) - Gracilimus radix (en) - Illacme tobini - Pheidole drogon | - Potamotrygon rex (en) - Scolopendra cataracta (en) - Solanum ossicruentum - Telipogon diabolicus - Xenoturbella churro (en) |